# Alnwick Castle

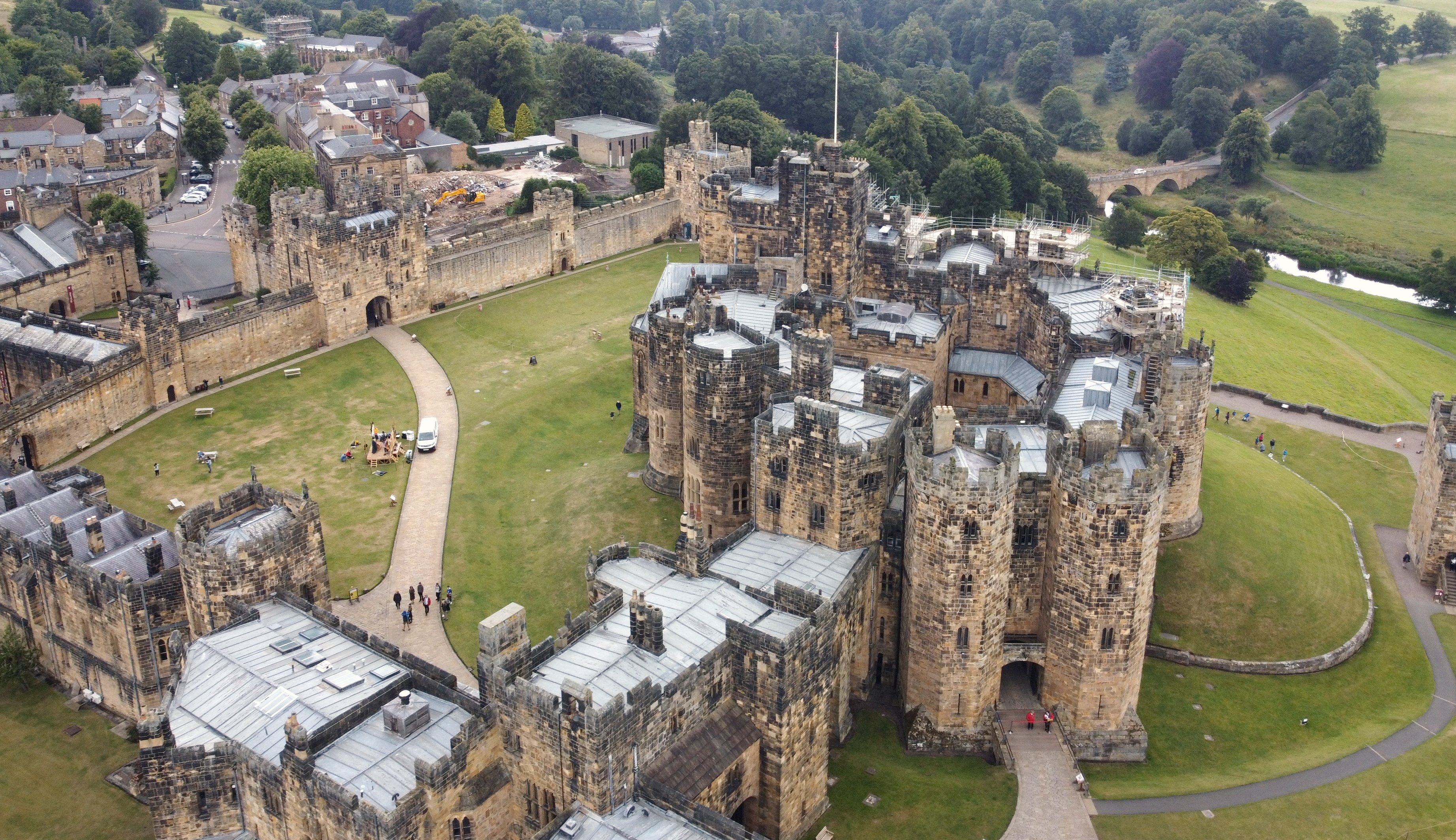
Alnwick Castle

Alnwick Castle (/ˈænɪk/) ist eine Schlossanlage im englischen Alnwick, Northumberland. Es ist nach Windsor Castle der zweitgrößte Adelssitz Englands und der Stammsitz der Familie Percy, deren Angehörige seit Beginn des 14. Jahrhunderts den Titel eines Earls of Northumberland innehatten und deren Oberhaupt seit dem 18. Jahrhundert den Titel eines Duke of Northumberland trägt. Alnwick Castle liegt am Fluss Aln, von dem es auch seinen Namen hat.

## Geschichte

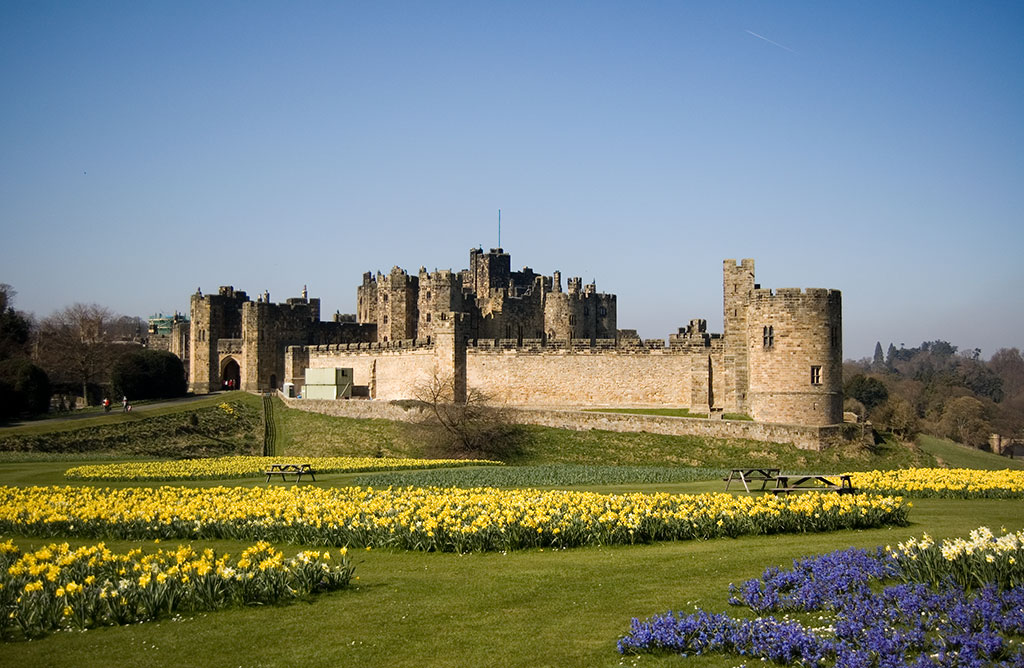
Alnwick Castle

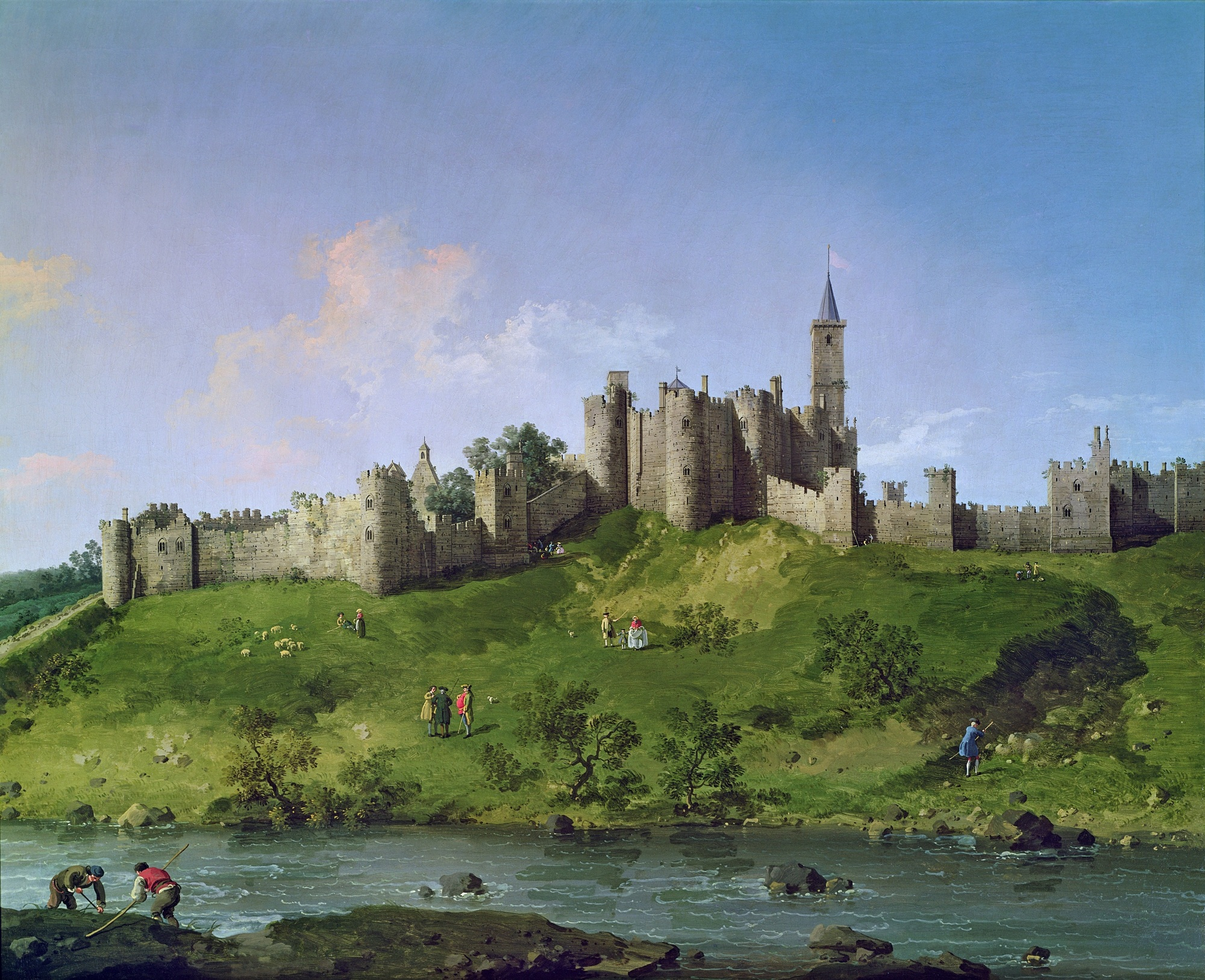
Alnwick Castle, von Canaletto, um 1750 (vor der historistischen Umgestaltung)

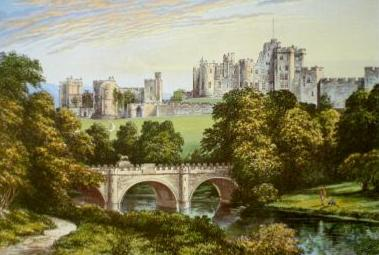
Alnwick Castle, von Alexander Francis Lydon, 1870

Die 1096 durch Yves de Vescy errichtete Anlage sollte das nördliche Territorium Englands gegen die Schotten sichern und wurde Ende des 11. Jahrhunderts erstmals urkundlich erwähnt.
Die älteste erhaltene Bausubstanz des Schlosses sind unter anderem der sogenannte Abbot’s Tower und der Constable’s Tower, die beide im frühen 14. Jahrhundert durch Henry Percy, 1. Baron Percy of Alnwick errichtet wurden.
Nachdem die Anlage bereits in der Mitte des 16. Jahrhunderts Umbau- und Restaurierungsarbeiten unterzogen worden war, ließ Hugh Percy, 1. Duke of Northumberland, das Schloss ab 1750 umfassend erneuern und verändern. Die meisten der Arbeiten wurden dabei unter der Leitung des Architekten Robert Adam vorgenommen.
Während des 19. Jahrhunderts folgten noch einmal Renovierungsarbeiten in den Innenräumen. Verantwortlich für ihre Umgestaltung im Stil der Neorenaissance waren Anthony Salvin und Luigi Canina.
Der Alnwick Garden geht auf das Jahr 1750 zurück.

## Filmkulisse
Das Schloss war Filmkulisse für zahlreiche Filme und TV-Serien. Zu den bekanntesten Filmen zählen:
- 1950er: Die Abenteuer von Robin Hood
- 1954: Prinz Eisenherz
- 1971: Maria Stuart, Königin von Schottland
- 1983: Blackadder
- 1984: Robin Hood (Robin of Sherwood)
- 1991: Robin Hood – König der Diebe
- 1998: Elizabeth
- 2001: Harry Potter und der Stein der Weisen[3]
- 2002: Harry Potter und die Kammer des Schreckens[3]
- 2004: Harry Potter und der Gefangene von Askaban
- 2009: Harry Potter und der Halbblutprinz
- 2010: Harry Potter und die Heiligtümer des Todes
- 2010: Robin Hood
- 2014: Downton Abbey (Staffel 5)
- 2015: Downton Abbey (Staffel 6)
- 2017: Transformers: The Last Knight

## Bewahrer eines bedeutenden historischen Artefakts
Alnwick Castle ist Hüter eines von nur drei vollständig erhalten gebliebenen englischen Langbogen, der nicht aus archäologischen Funden (Zeitkapseln) herrührt. Er stammt aus der Schlacht von Hedgeley Moor (1464) während der Rosenkriege und wurde von den Besitzern der Burg über die Jahrhunderte hinweg erhalten.